# Josef Herold
Josef Herold (22. října 1850 Vršovice – 4. května 1908 Královské Vinohrady) byl český advokát a politik mladočeské strany, poslanec Českého zemského sněmu a Říšské rady, dlouholetý starosta Vršovic.

## Život
Narodil se v rodině vršovického řezníka Josefa Herolda a manželky Antonie, rozené Čepičkové. Vystudoval práva na Karlo-Ferdinandově univerzitě v Praze. Studia zakončil roku 1874 ziskem titulu doktor práv. Už jako student právnické fakulty se zapojil do veřejného života v rodných Vršovicích, kde založil Besedu a pobočku Sokola. V roce 1881 si otevřel advokátní kancelář na Královských Vinohradech. Byl zvolen do vršovického zastupitelstva a brzy (roku 1884) se stal starostou. Působil i jako intendant Národního divadla v Praze.

### Rodinný život
Dne 5. června 1876 se ve Vršovicích oženil s Ottilií, rozenou Švehlovou (1857–1917); podobně jako budoucí ministerský předseda Antonín Švehla (1873–1933) pocházela ze selské rodiny Švehlů z Hostivaře, nejednalo se však o sourozence. Manželé Heroldovi měli nejméně sedm dětí, ale nejméně tři zemřely v mladém věku. Nejstarší syn Otakar (1877–1946) převzal po otci advokátní kancelář.
Josef Herold zemřel ve svém domě na Královských Vinohradech ráno 4. května 1908. Příčinou smrti byla růže (erysipel), která vyvolala otravu krve.

## Politická činnosti
Dlouhodobě byl aktivní ve vrcholové politice. Vstoupil do Národní strany svobodomyslné (mladočeské) a v zemských volbách roku 1883 byl zvolen do Českého zemského sněmu jako jeden z 12 mladočeských poslanců. Na zemském sněmu pak zasedal v období let 1883–1908. Od roku 1896 působil v zemském výboru, kde měl na starosti referát pro záležitosti obecních samospráv.
25. ledna 1888 složil taky slib poslance Říšské rady (celostátní zákonodárný sbor), kde reprezentoval městskou kurii, obvod Čáslav, Kutná Hora atd. Následně náležel mezi sedm poslanců, kteří opustili střechovou parlamentní frakci Český klub a ustavili vlastní, mladočesky a protivládně orientovaný neodvislý Český klub. Mandát obhájil za stejný volební obvod i ve volbách do Říšské rady roku 1891, volbách do Říšské rady roku 1897 a volbách do Říšské rady roku 1901. Zvolen byl i ve volbách do Říšské rady roku 1907 a to za volební obvod Čechy 11. Ve vídeňském parlamentu setrval do své smrti roku 1908. Pak ho na poslaneckém postu nahradil František Sláma.
Patřil mezi nejvýznamnější politiky mladočeské strany. Vynikal jako řečník. Počátkem 90. let se Herold jako celá mladočeská strana profiloval coby opoziční politik, ale trvale se řadil do jejího realistického (umírněného) křídla. V únoru 1894 se při zahájení schůze Říšské rady zeptal ministerského předsedy Alfreda Augusta Windischgrätze, jak si kabinet představuje řešení české otázky, na což Windischgrätz odpověděl, že výraz česká otázka nemůže vůbec akceptovat. Následovaly emotivní protesty, provázené ze strany některých mladočeských poslanců (nikoliv Heroldem) vulgárními obstrukcemi. Ještě téhož roku byl pak Herold spolu s Josefem Kaizlem, Karlem Kramářem, Gustavem Eimem, Bedřichem Pacákem a několika dalšími politiky autorem Nymburské rezoluce mladočechů, kterou se strana přihlásila ke „konstruktivní opozici“ proti „planému radikalismu“. Šlo o reakci realistické části mladočeské strany na výstřelky některých jejích členů.
Dočasně se mladočeši dostali do provládního tábora v době vlády Kazimíra Badeniho. Ještě na podzim 1895 nicméně Herold coby oficiální řečník mladočeského klubu hodnotil programové prohlášení Badeniho jako nekonkrétní ohledně řešení české otázky. V roce 1896 byl nicméně Herold a další umírnění mladočeši stoupencem podpory Badeniho volební reformy, ale ve straně byl přehlasován radikály. Při finálním hlasování o této zásadní reformě volebního systému nakonec byla strana rozpolcena a sám Herold se hlasování nezúčastnil. Když o rok později Badeniho vláda padla, vystupoval opět rozhodně opozičním způsobem a na českém sněmu například prezentoval v době vyostřené česko-německé konfrontace v Čechách návrh národnostního zákona. Postupně přecházel i na radikální pozice a když v roce 1900 mladočeši na Říšské radě prováděli dlouhotrvající obstrukce, které přerostly i v potyčky a výtržnosti, načež musel být parlament odročen, prohlásil po návratu do Prahy, že „čeští poslanci zahráli takovou muziku, že podle ní teď bude muset tancovat celé Rakousko“. Za tento výrok ho ostře kritizoval i nadále umírněný Josef Kaizl.
Ještě v roce 1906 se uvádí mezi nejužším vedením mladočeské strany. V roce 1907 se o něm uvažovalo jako o mladočeském kandidátovi na post ministra obchodu Předlitavska, ale ve stranickém hlasování ho porazil František Fiedler.

## Posmrtná připomínka
- Po Josefu Heroldovi jsou pojmenovány Heroldovy sady v Praze 10
- Na úmrtním domě v pražské Francouzské ulici 593/5 je umístěna pamětní deska[19]
- Na připomínku Dr. Herolda byla 10. května 1908 vysazena památná lípa v Heroldových sadech